# Cornigera
Cornigera is een geslacht van hooiwagens uit de familie Samoidae.
De wetenschappelijke naam Cornigera is voor het eerst geldig gepubliceerd door M. A. González-Sponga in 1987. 

## Soorten
Cornigera is monotypisch en omvat slechts de volgende soort:
- Cornigera flava